# 무력시위
무력시위(武力示威, military show-of-force)는 군사상의 힘으로 위력이나 기세를 드러내는것을 말하며 군사작전(military operation)중 하나이다.
경고하거나 상대방에게 능력을 보여 주거나 상대방을 제압할 경우의 의지를 보여주기위한 군사 작전이다. 이러한 행동은 경찰 및 기타 무장군인 집단이 강제로 목표 진영의 집입을 시도하는 그다음 단계로 이어질수있다. 한편 이러한 무력시위는 경고사격을 포함한다.

## 같이 보기
- 군사 전략